# Quartier portugais de Montréal
Pour les articles homonymes, voir Little Portugal.
Le quartier portugais de Montréal ou Petit Portugal est situé de part et d'autre de l'intersection du Boulevard Saint-Laurent et de la rue Marie-Anne Ouest.

## Parc du Portugal
Le parc du Portugal est un petit parc de Montréal, situé à l'intersection du boulevard Saint-Laurent et de la rue Marie-Anne Ouest. Il a été construit en hommage à la communauté d'origine portugaise qui s'est installée à proximité de l'arrondissement Le Plateau-Mont-Royal. On y trouve une petite fontaine à boire de l'artiste Rui Diaz qui a été restaurée en son entité en 2017 par la peintre sur porcelaine Sol Labos Brien.  Les tuiles originales en céramique se défrichaient toutes à cause du climat et les changements de température et l’émail peint se détachait et tombait et donc toutes les tuiles au complet furent remplacées par des tuiles de porcelaine toutes reproduites à l'exact. Le parc du Portugal est l'œuvre de l'architecte paysagiste Carlos R. Martinez.

## Galerie

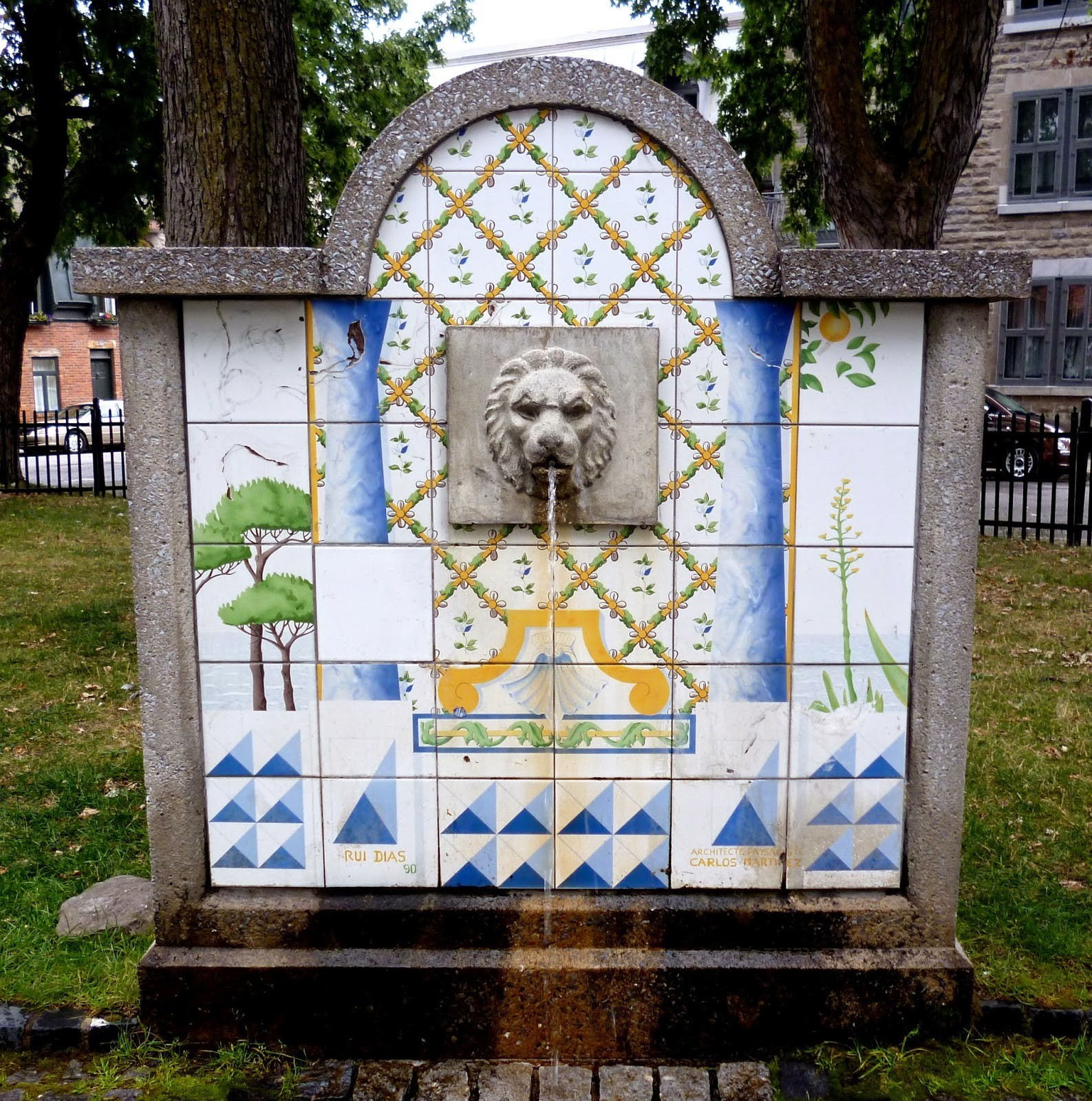
Avant restauration
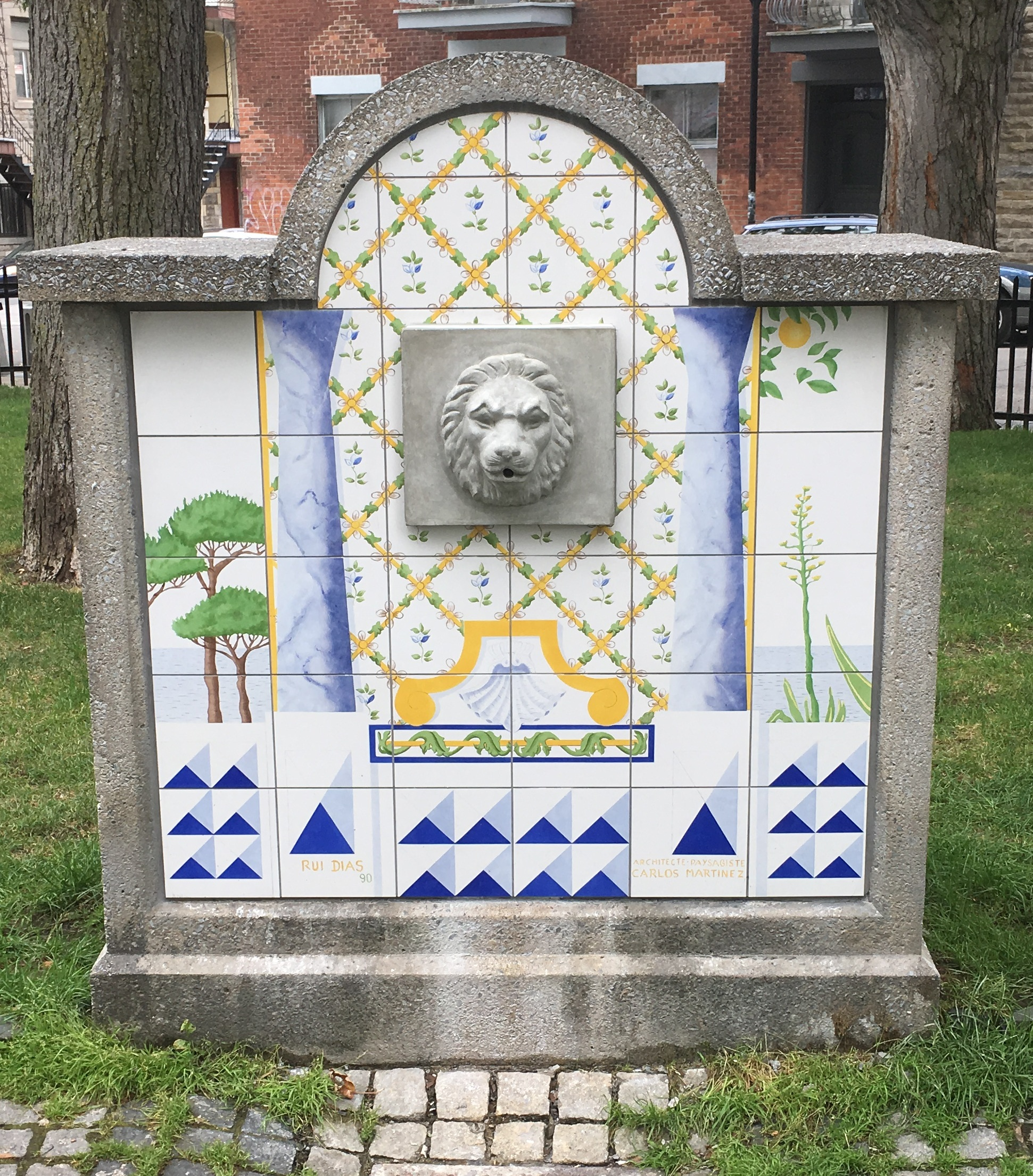
Après la restauration par Sol Labos Brien